# يارميلا كراتوشفيلوفا
يارميلا كراتوشفيلوفا (بالتشيكية: Jarmila Kratochvílová) هي عداءة مسافات قصيرة ومتوسطة تشيكية ولدت في يوم 26 يناير 1951 في قرية غولتشوف جينيكوف في تشيكوسلوفاكيا، هي صاحبة الرقم القياسي العالمي في سباق 800 متر بمقدار 1:53.28 دقيقة وألذي سجلته في سنة 1983 وهو الرقم ألذي لم يحطم منذ ذلك الحين، كما كانت حاملة الرقم القياسي السابقة لسباق 400 متر. أبرز إنجازاتها هو فوزها بالميدالية الفضية في سباق 400 متر في دورة الألعاب الأولمبية الصيفية 1980 في موسكو، كما فازت بميداليتين ذهبيتين في ببطولة العالم لألعاب القوى 1983 في هلسنكي في سباقي 400 و800 متر، كما فازت بالميدالية الفضية في سباق 4×400 متر تتابع.

## روابط خارجية
- يارميلا كراتوشفيلوفا على موقع الاتحاد الدولي لألعاب القوى (الإنجليزية)
- يارميلا كراتوشفيلوفا على موقع اللجنة الأولمبية الدولية (الإنجليزية)
- يارميلا كراتوشفيلوفا على موقع أوليمبيديا (الإنجليزية)
- يارميلا كراتوشفيلوفا على موقع اللجنة الأولمبية التشيكية (التشيكية)